# Echinomuricea uliginosa
Echinomuricea uliginosa is een zachte koraalsoort uit de familie Plexauridae. De koraalsoort komt uit het geslacht Echinomuricea. Echinomuricea uliginosa werd in 1909 voor het eerst wetenschappelijk beschreven door Thomson & Simpson. 